# Rhathymus vespiformis
Rhathymus vespiformis là một loài Hymenoptera trong họ Apidae. Loài này được DeGeer mô tả khoa học năm 1773.